# Römersteinbruch bei Andernach

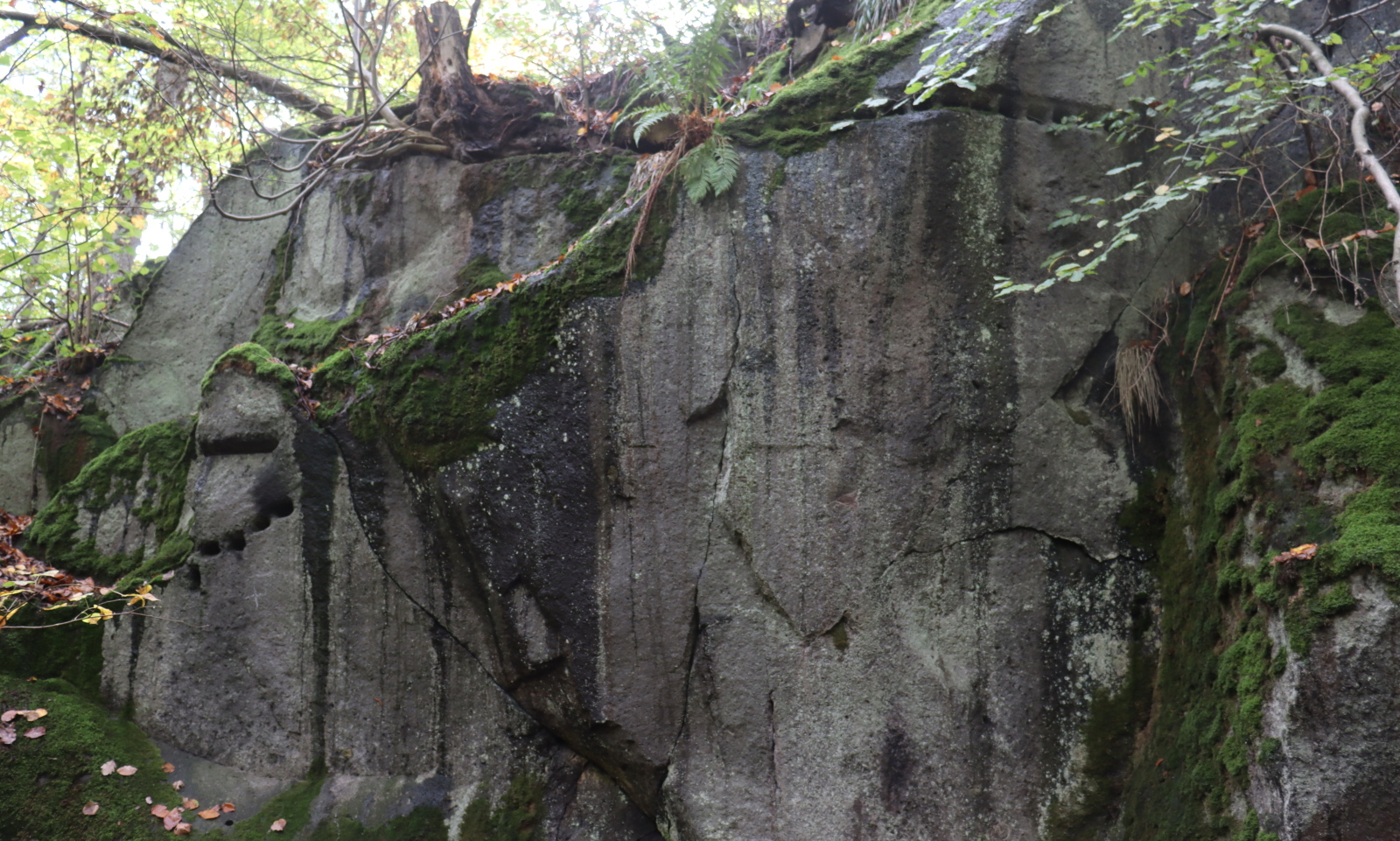
Basaltlava-Wand im Steinbruch des ehemaligen Vulkans Hohe Buche bei Andernach

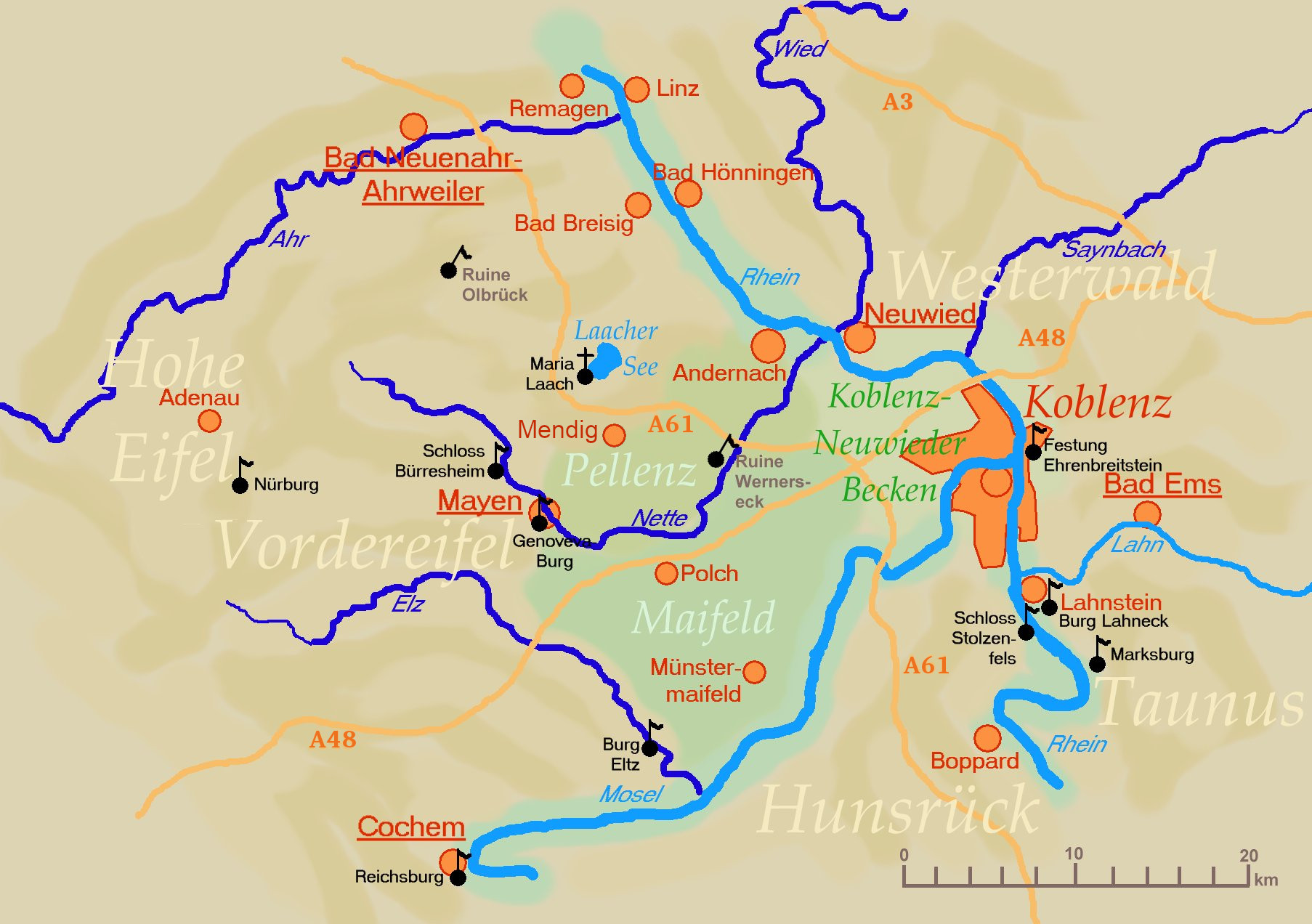
Region Osteifel und Mittelrheinisches Becken

Der römische Steinbruch bei Andernach befindet sich an der durch einen Vulkanausbruch vor etwa 100.000 Jahren entstandenen Erhebung der Hohen Buche in der Osteifel. Die hier an Mittelrhein und Mosel durch die vulkanische Vergangenheit geprägte Landschaft der Vordereifel, der Pellenz und des Maifeldes bietet noch hervorragende Zeugnisse der Bergbau- und Wirtschaftstradition in diesem Kulturraum.

## Geschichte

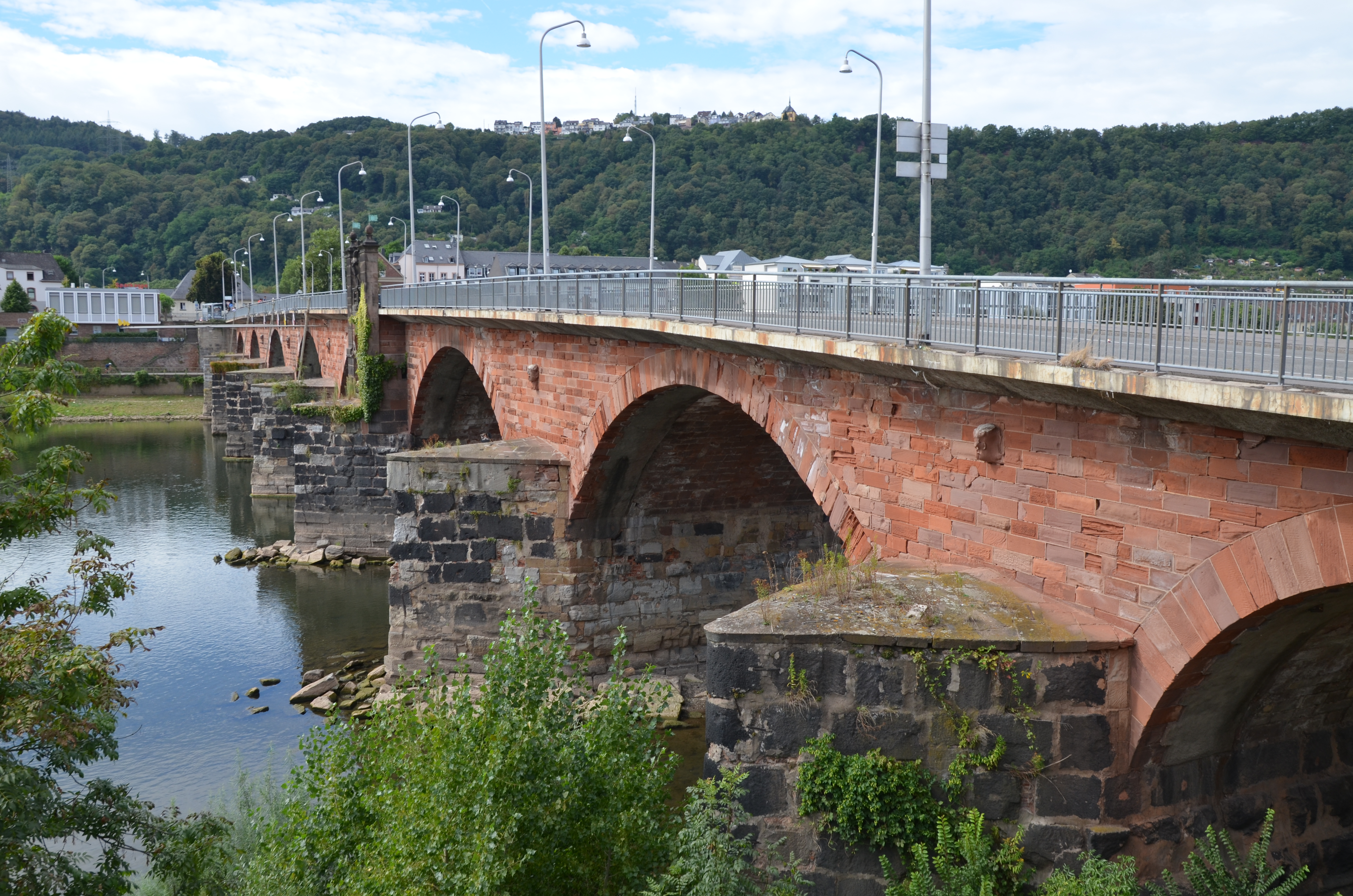
Die Römerbrücke Trier mit Basaltsteinen des Andernacher Römersteinbruchs im Pfeilerbereich

Seit vorgeschichtlicher Zeit werden in der Region Basaltlava, Tuff, Trass und andere Rohmaterialien abgebaut, verarbeitet und überwiegend auf dem Wasserweg (Mosel und Rhein) im gesamten mitteleuropäischen Raum gehandelt und vermarktet. Abbau, Herstellung, Verarbeitung und Handel bilden so über Jahrhunderte die Grundlage für den Lebensunterhalt der Bewohner. Die jüngsten Forschungen, die über traditionelle Steinbruchareale hinausgingen, führten zu zahlreichen Abbauspuren in der Ost- und Westeifel und dokumentieren ein vielfältiges Steinbruchwesen, wozu auch die Produktion von Reib- und Mühlsteinen aus der Eifel zählt. Im Bereich der hohen Buche bei Andernach wurden bislang unbekannte Abbaustellen der römischen bis mittelalterlichen Basaltbrüche untersucht, denen gerade in der antiken Zeit große Bedeutung zugeschrieben wird.
Der zur Besichtigung freigegebene Basaltlava-Steinbruch an der hohen Buche gibt über Hinweistafeln detaillierte Einblick in die Arbeitsschritte und Vorgänge im antiken Steinbruch, in dem neben Basaltblöcken auch Mühlsteine hergestellt wurden.

### Die Basaltbrüche an der Hohen Buche
Einen umfassenden Überblick über die Geschichte und die Abbauvorgänge dieses historischen Steinbruchs geben zwei Veröffentlichungen von Fritz Mangartz, 1998 mit dem Titel Die antiken Steinbrüche der Hohen Buche bei Andernach und 2008 mit dem Titel Römischer Basalt-Lava Abbau zwischen Eifel und Rhein.
Mangartz beschreibt, dass aus dem nordwestlich von Andernach-Namedy am linken Rheinufer liegenden Vulkan Hohe Buche bei seinem Ausbruch vor etwa 100.000 Jahren die flüssige Lava aus dem hufeisenförmig geöffneten Kraterwall des Schlackenkegels nach Norden drang. Nach anfänglicher Bildung eines Lavasees ergoss sich diese entlang dem Lauf eines kleinen Tals folgend hinunter in den Rhein, wo er sich in einer Breite von etwa 350 m zur Fornicher Ley aufstaute.
Über Jahrtausende hinweg löste sich der erstarrte Lavasee randlich in Blockfelder auf und wurde immer wieder zur Steingewinnung aufgesucht. Die Ausbeutung geht zurück bis in vorgeschichtliche Zeit. So wurde schon für den Bau einer eisenzeitlichen Befestigungsanlage „Auf der Dickt“ in der Nähe des Vulkans entsprechendes Gesteinsmaterial genutzt. In der Hallstattzeit sind in den Blockfeldern im geringen Umfang schon Reibsteine hergestellt worden. Römerzeitliche und mittelalterliche Handmühlenrohlinge wurden hier ebenfalls gefunden.

### Zuordnung von Bauwerken
Mittelalterliche und neuzeitliche Brüche aus dem Abbaurevier Hohe Buche können auch entsprechenden Bauwerken zugeordnet werden.
- Burg Hammerstein im 12. Jahrhundert
- Stadtmauer von Andernach im 15./16. Jahrhundert
- Napoleonischer Nordkanal zwischen Rhein und Maas im 19. Jahrhundert
- Alker Hof im 19. Jahrhundert

Die römischen Brüche scheinen ausschließlich einem Projekt gedient zu haben:
- Steinpfeilerbrücke im Trier im 2. nachchristlichen Jahrhundert

So konnten noch vier für die Trierer Brücke vorgesehene Basaltblöcke in der Fornicher Ley identifiziert werden, die von dort aber nicht mehr abtransportiert worden waren.

### Die römischen Brüche
Insgesamt konnten im Abbaugebiet an der Hohen Buche sechs römische Brüche (Abbauareale) festgestellt werden. Viele Gruben, die von groben Zurichtungsabfällen umgeben sind, dokumentieren die Gewinnung großer Blöcke. Zur Gewinnung der Blöcke für die Trierer Brücke wurden vorab die Vorkommen an der Hohen Buche vermessen und auf die Abbautrupps in bestimmte Abbauparzellen verteilt. Die Abbaumenge dazu wird auf insgesamt 10.000 bis 20.000 Kubikmeter geschätzt. Die Erschließung von oben machte es erforderlich, die Blöcke den steilen Hang herunter zu transportieren. Noch erkennbare Gräben des Transportweges konnten nachgewiesen werden. Zur Römerzeit wurde ein Rheinarm der Fornicher Ley als Verladestation genutzt. Der Weitertransport konnte mit Lastschiffen auf dem Wasserweg über Rhein und Mosel erfolgen und bot damit die ideale Voraussetzung zur Lieferung der für die Trierer Brücke benötigten Steine.

### Abbautechniken
Die antike Abbautechnik der Basaltblöcke bestand in der Methode der Keiltaschenspaltung, wie noch heute vorhandene Arbeitsspuren in den Brüchen erkennen lassen. Dazu wurde zuerst eine breite Rinne in den Basalt geschlagen, in die gleichmäßig in Reihe verteilte Keiltaschenvertiefungen in die Basaltlava gemeißelt wurden. In diese wurden Eisenkeile getrieben, welche die Spaltung verursachten. Eine römerzeitliche Technik, die vor allem im 2.–3. Jahrhundert n. Chr. angewandt wurde.

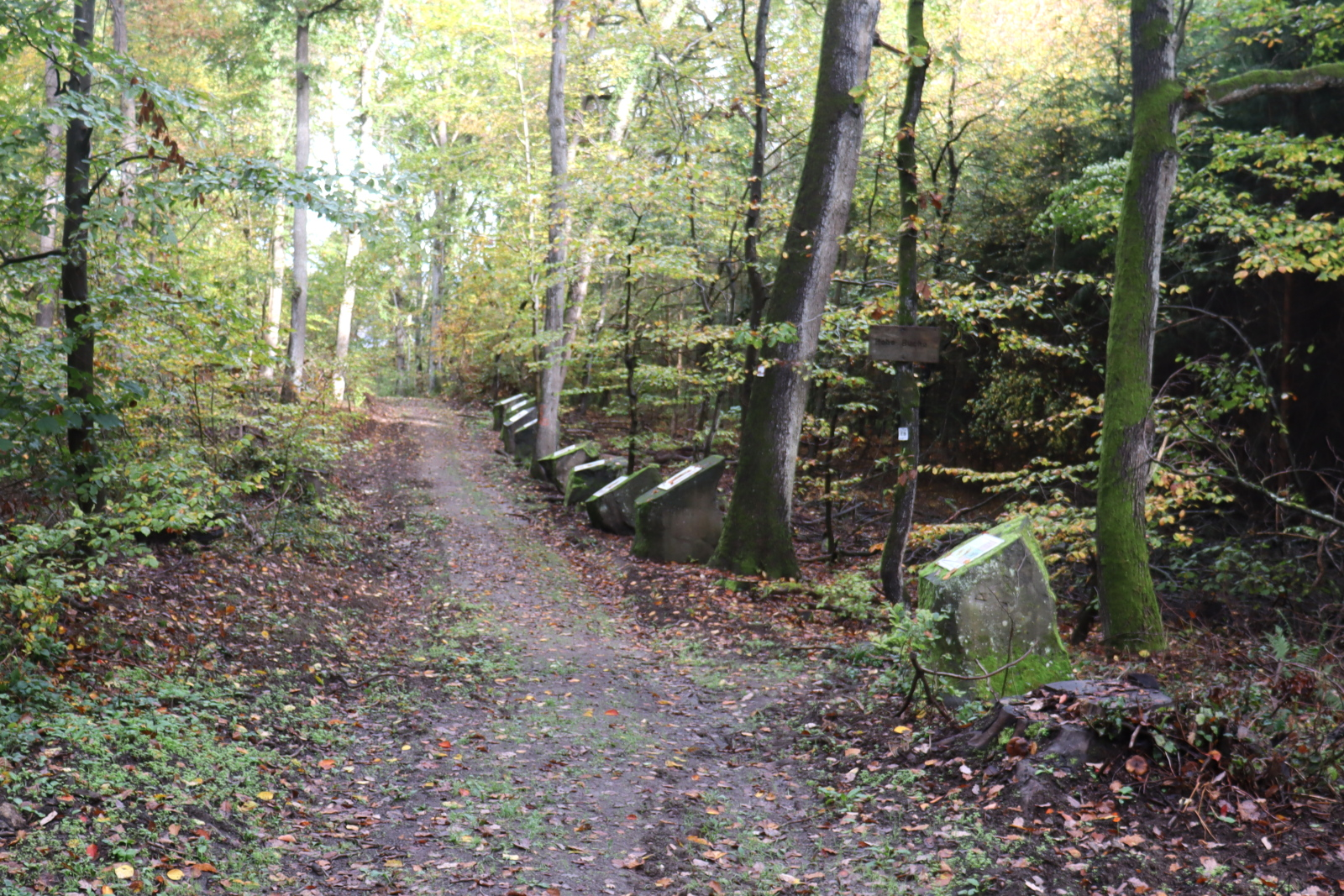
Stelen mit Hinweistafeln am Zugang zum Römersteinbruch Hohe Buche bei Andernach
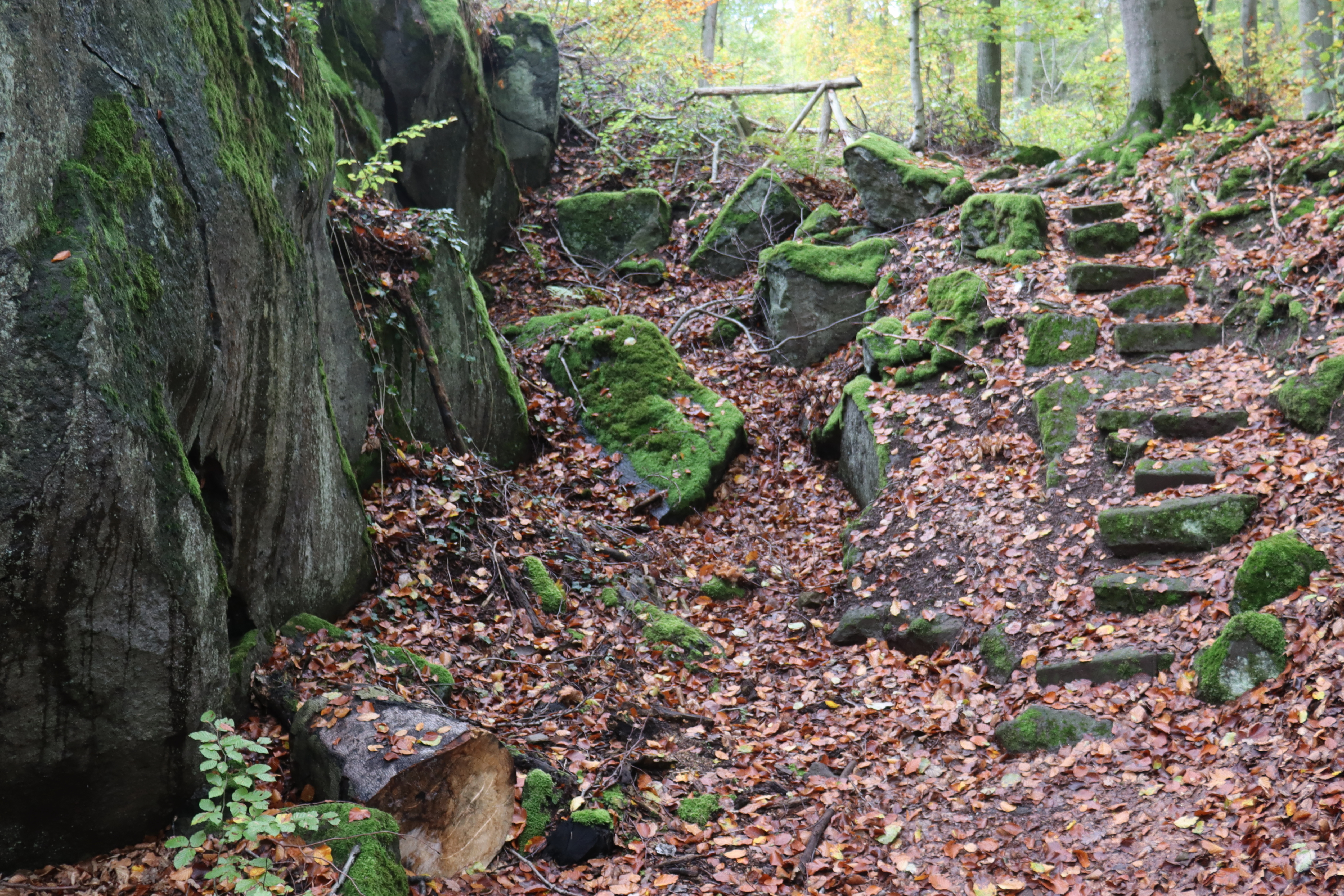
Abstieg zum Abbaubereich des Römersteinbruchs Hohe Buche bei Andernach
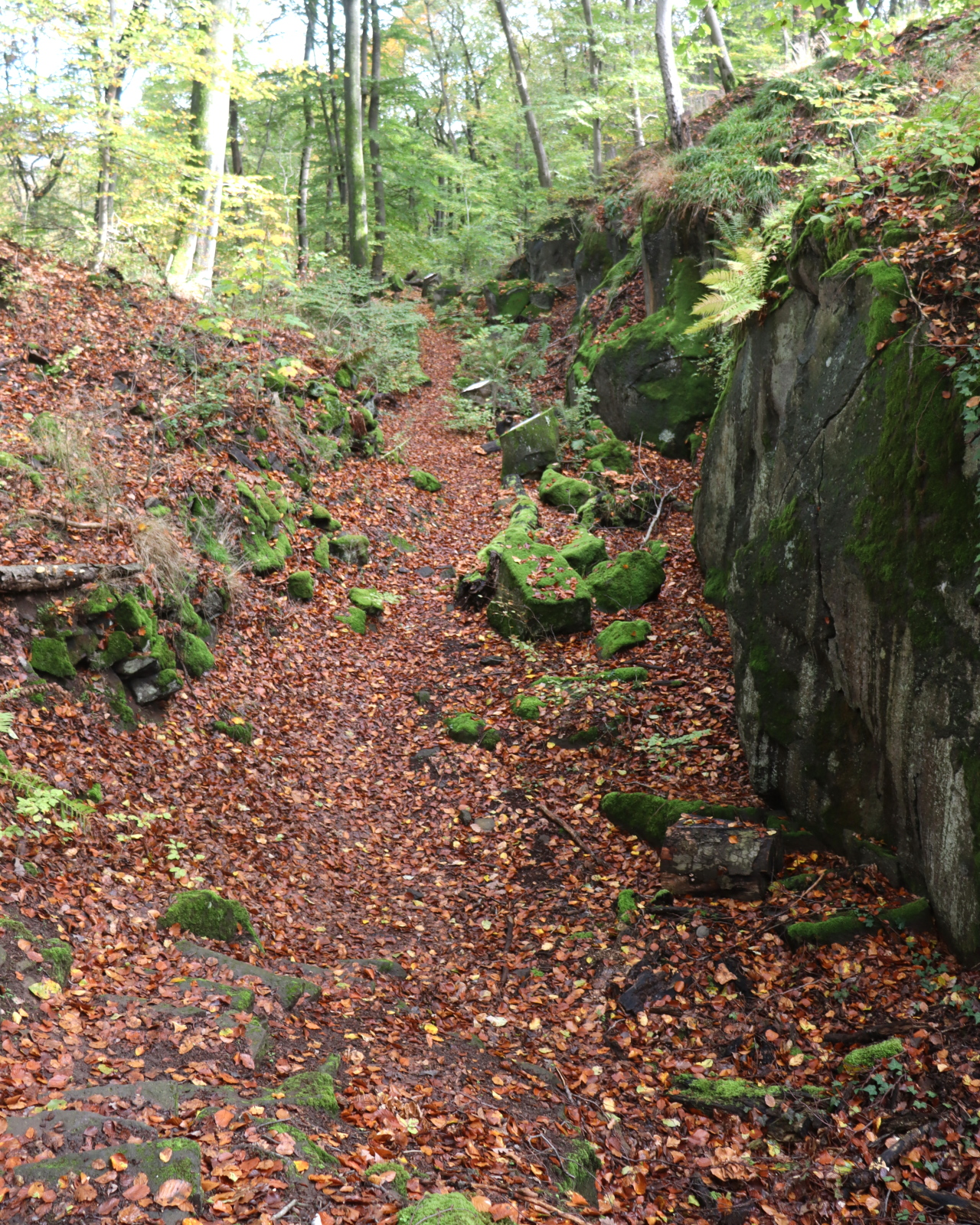
Römersteinbruch Hohe Buche bei Andernach
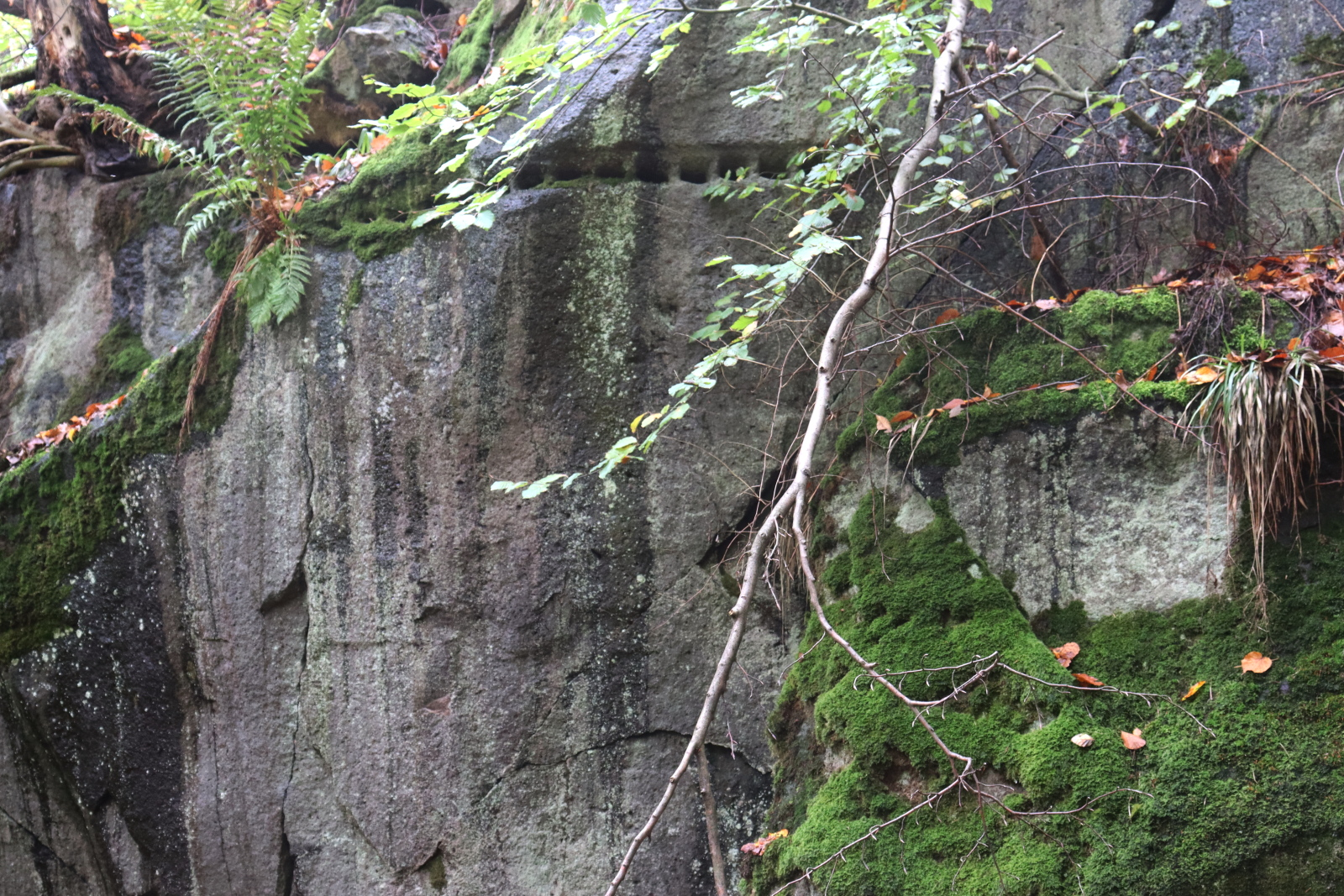
Abbauspuren von Keiltaschen im Basaltlava-Abbaubereich im Römersteinbruch Hohe Buche bei Andernach
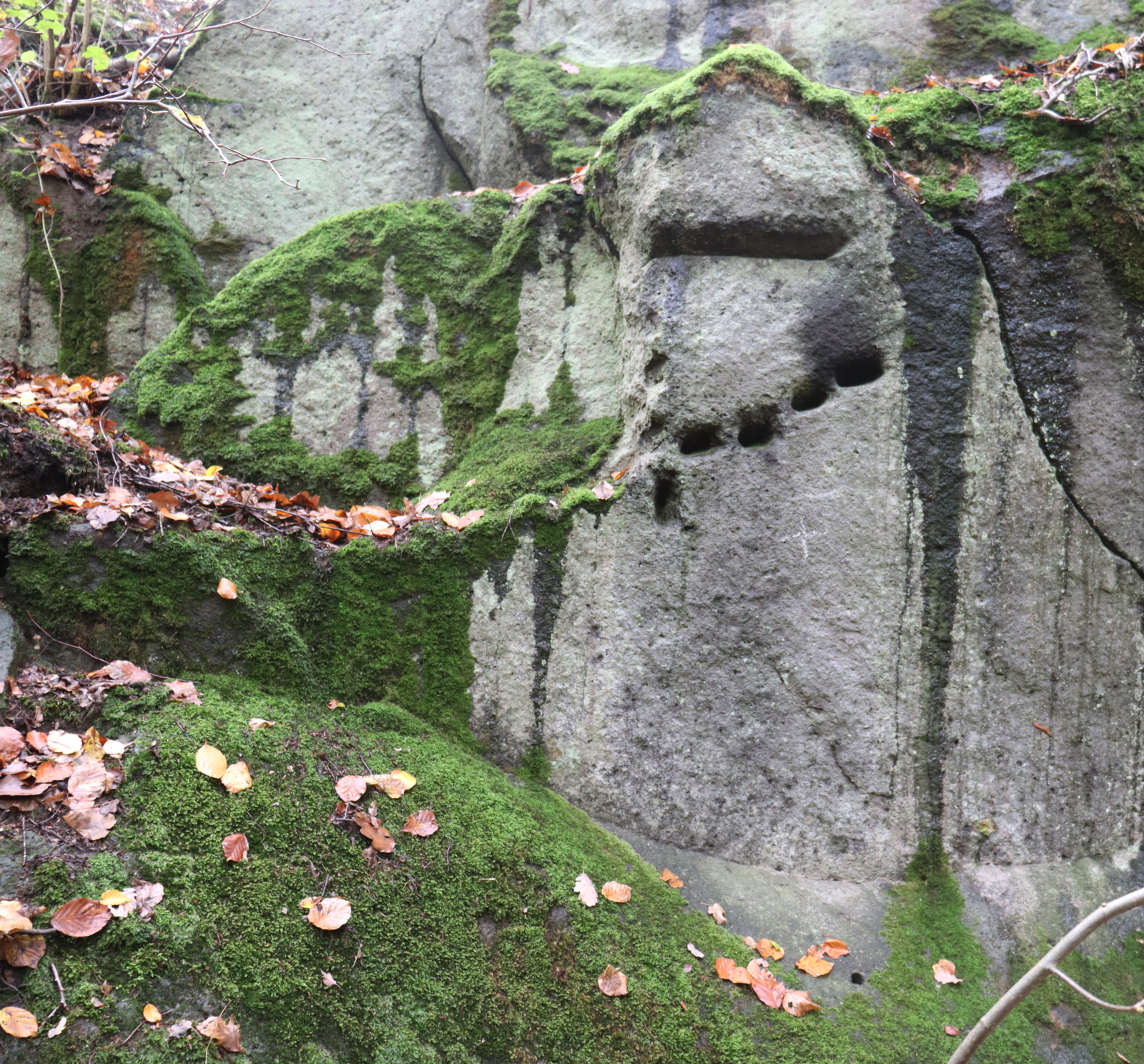
Abbauspuren von Keiltaschen im Basaltlava-Abbaubereich im Römersteinbruch Hohe Buche bei Andernach
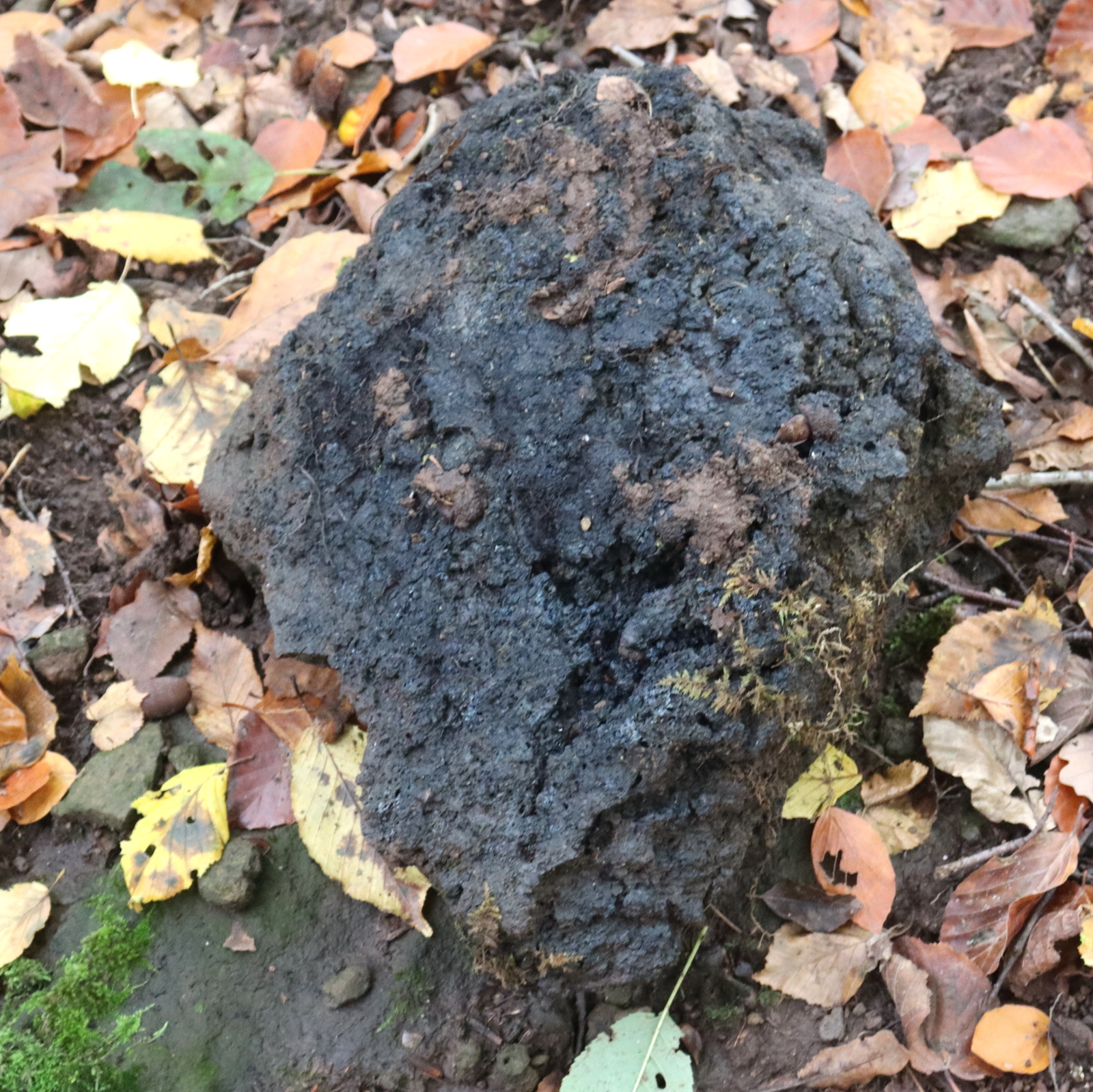
Vulkangestein im Roemersteinbruch Hohe Buche bei Andernach
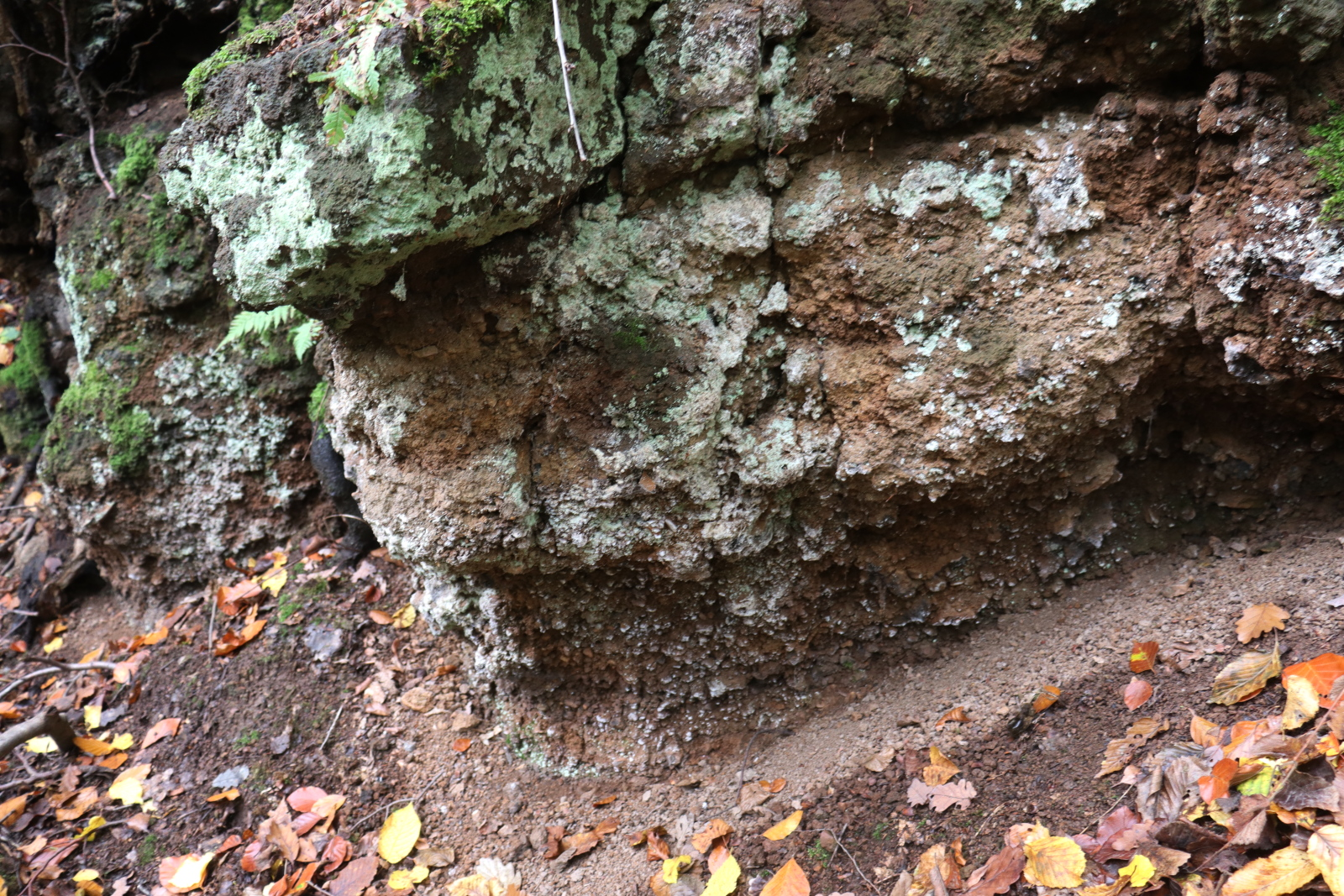
Tuff und Trass im Römersteinbruch Hohe Buche bei Andernach
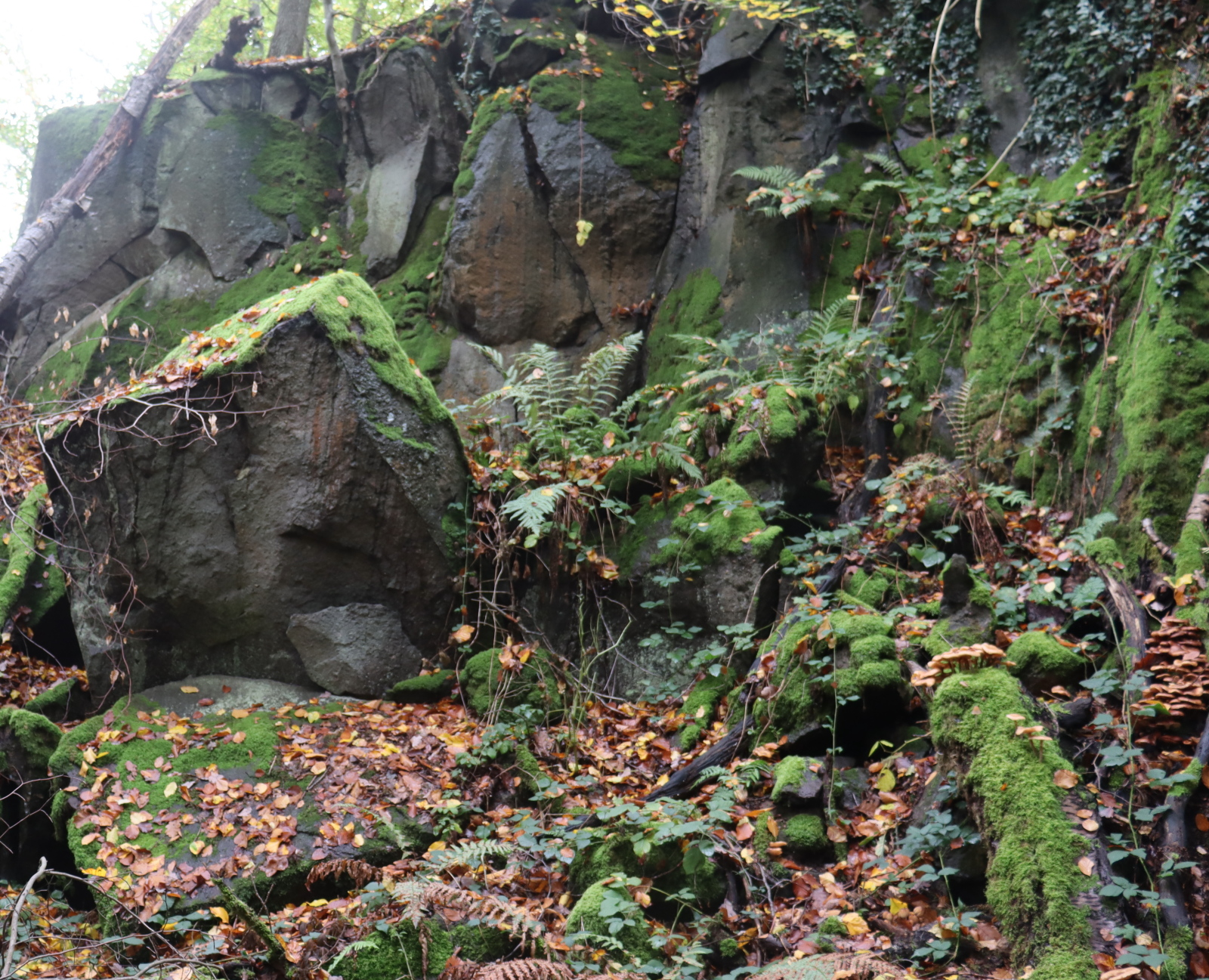
Basaltlava-Abbaubereich im Römersteinbruch Hohe Buche bei Andernach
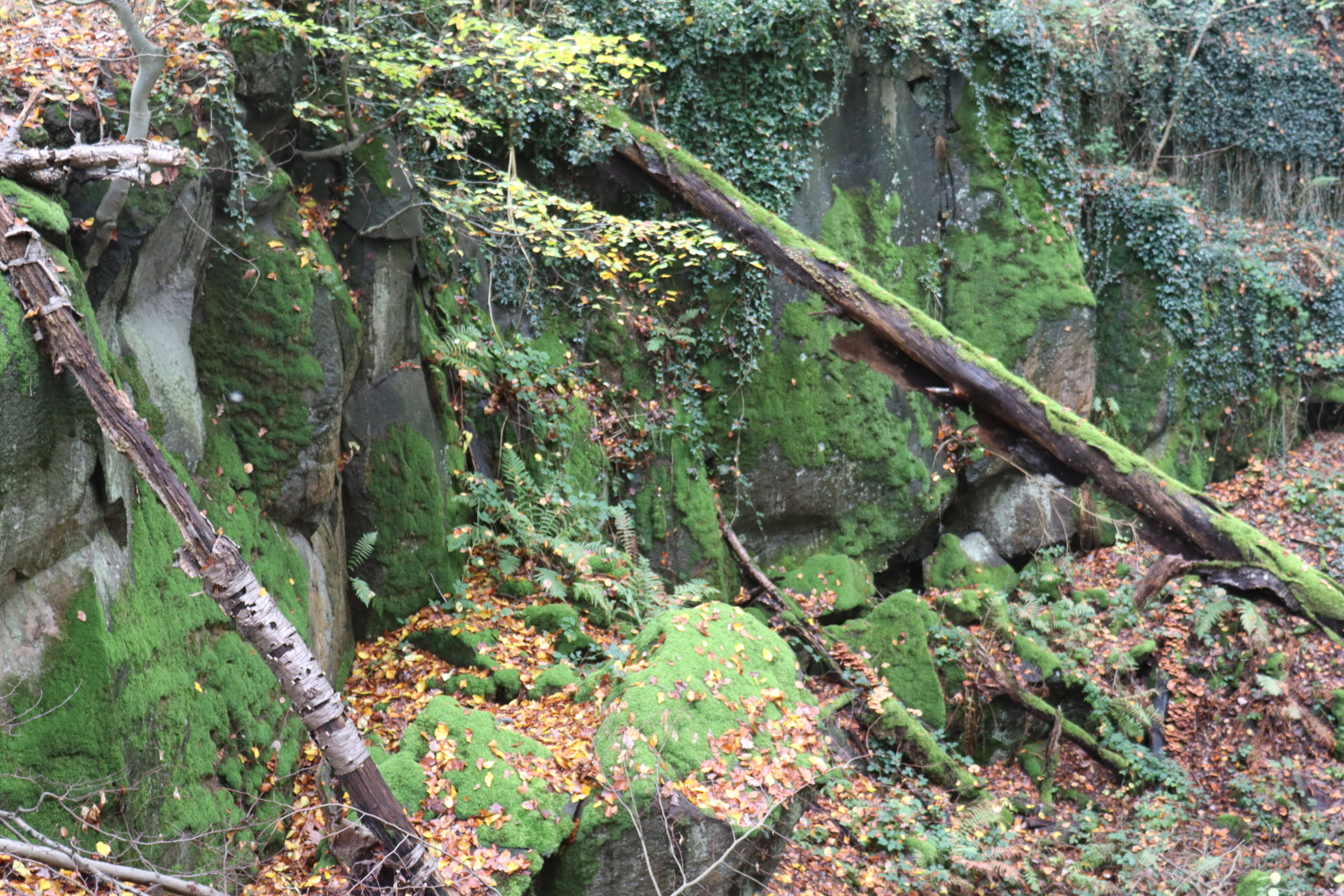
Basaltlava-Abbaubereich im Römersteinbruch Hohe Buche bei Andernach
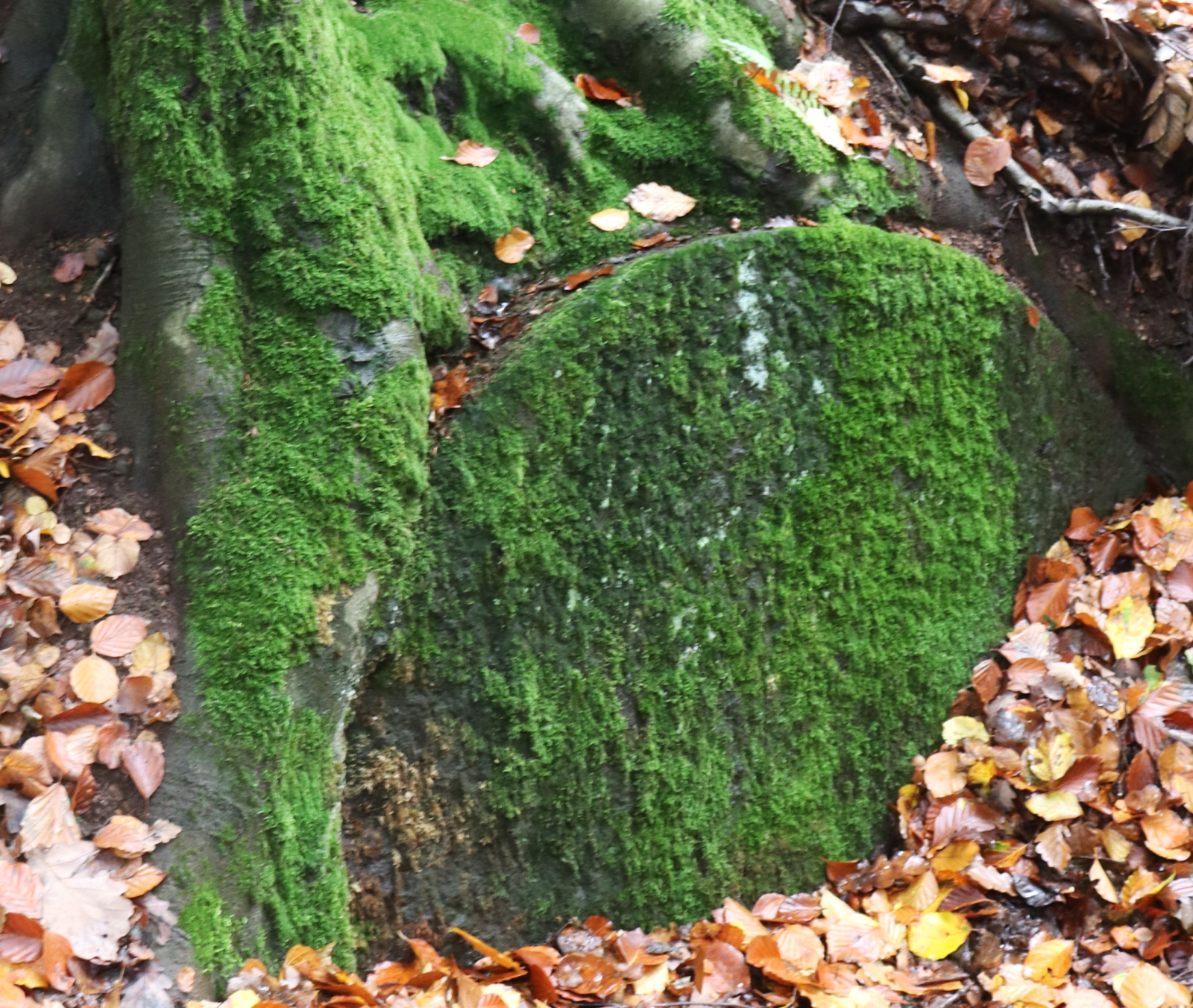
Mühlsteinrohling im Römersteinbruch Hohe Buche bei Andernach
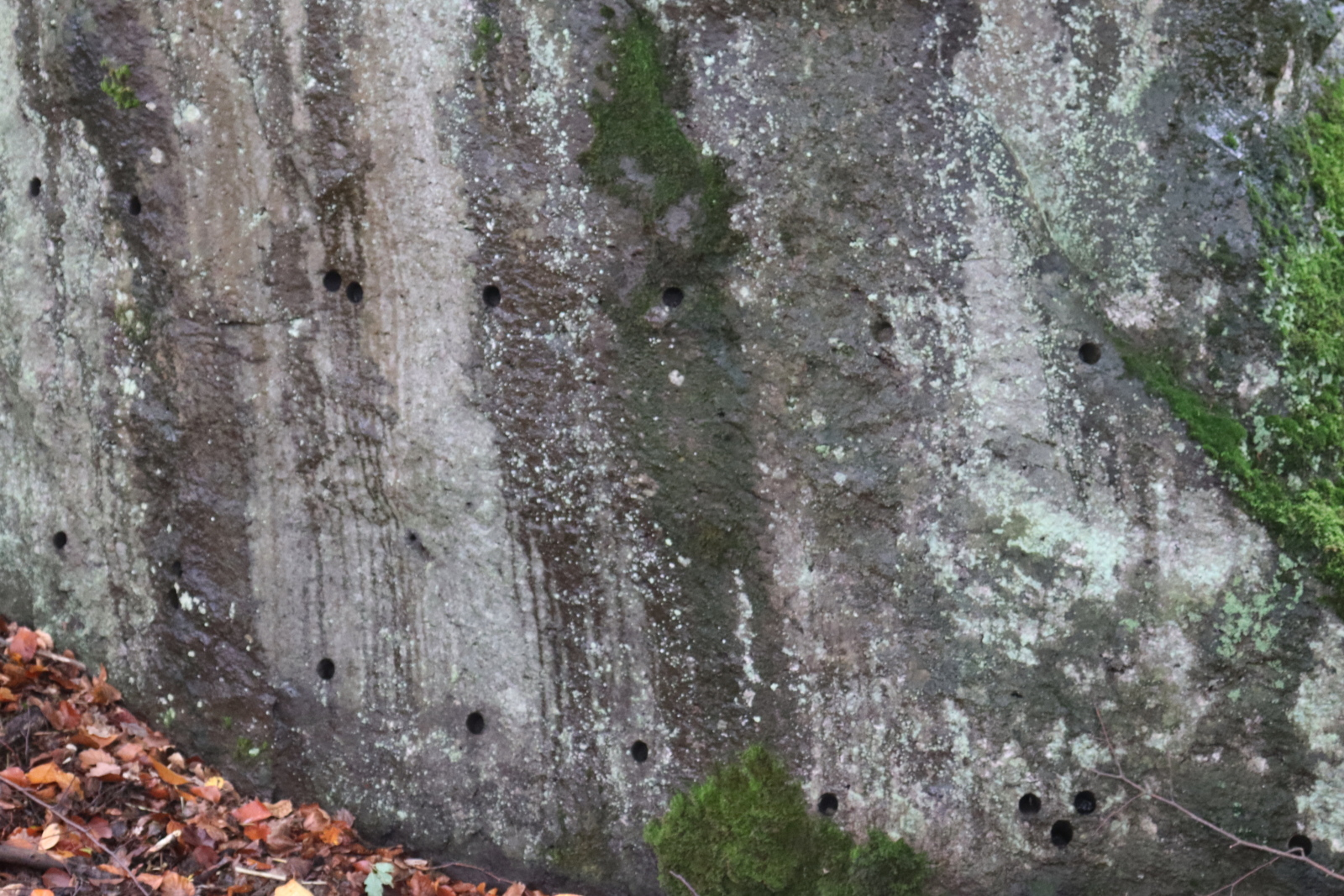
Vorbereitete neuzeitliche Sprenglöcher im Römersteinbruch Hohe Buche bei Andernach
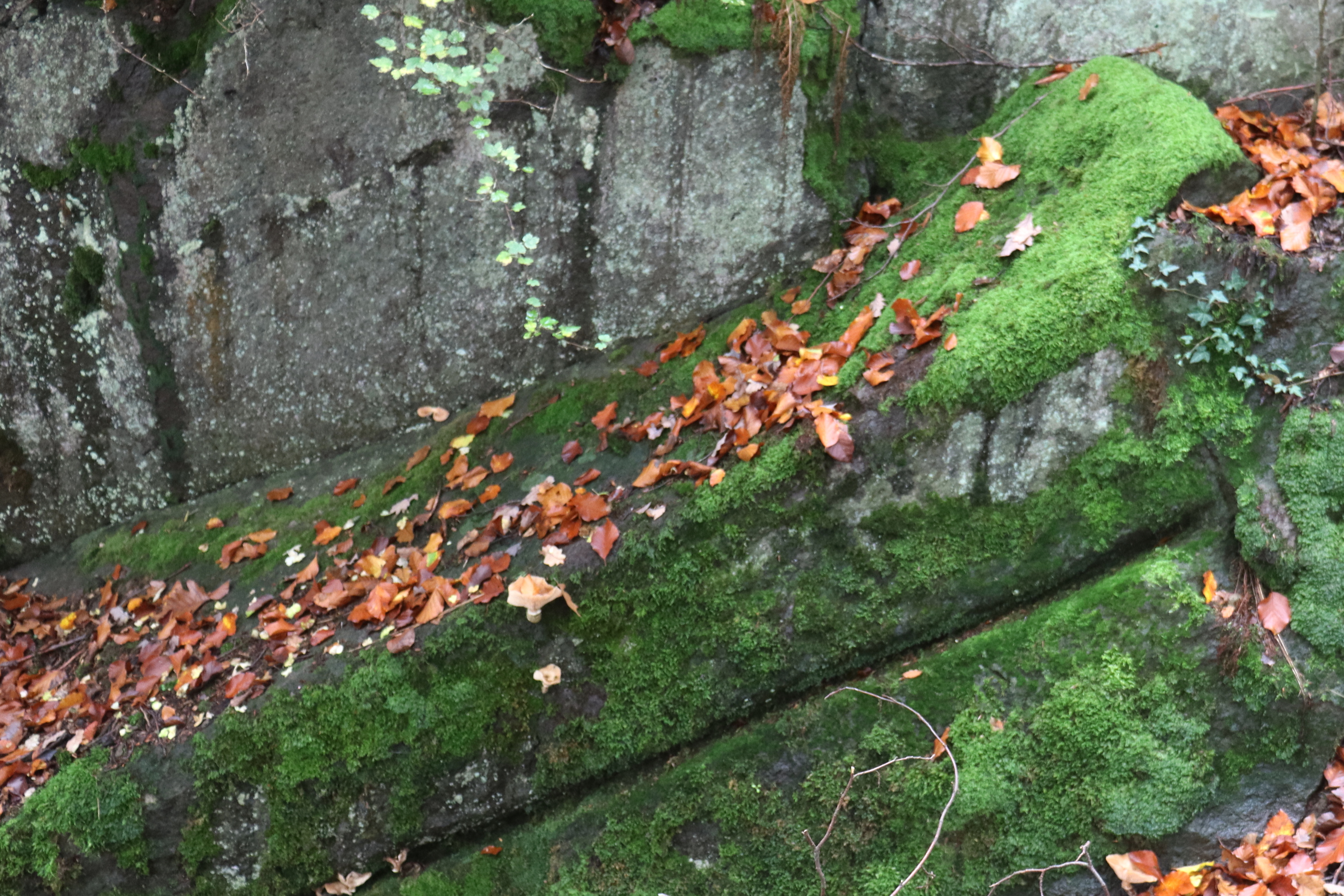
Keilrille in einem Basaltlavablock im Römersteinbruch Hohe Buche bei Andernach